# Myōjin-shō
Il Myōjin-shō (giapp.: 明神礁?) è un vulcano sottomarino situato circa 450 chilometri a sud di Tokyo sulla Dorsale Izu-Ogasawara nelle Isole Izu. L'attività vulcanica in questa zona è stata scoperta fin dal 1869. Da allora il vulcano ha subito molteplici eruzioni, la più potente delle quali condusse alla temporanea emersione e alla successiva scomparsa di una piccola isola.
Il nome Myōjin-Shō deriva da una barca da pesca, la No.11 Myōjin-Maru della città giapponese di Yaizu (prefettura di Shizuoka), il cui equipaggio assistette per primo all'imponente eruzione vulcanica del 1952.

## Eruzione del 1952-3

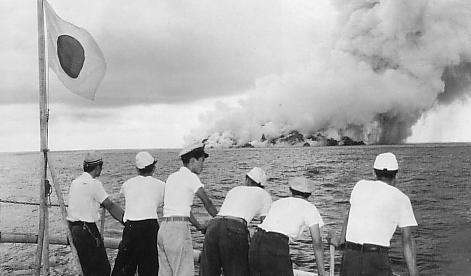
L'eruzione del 1952 sollevò un pennacchio vulcanico, qui osservato dai marinai della "pattuglia della classe Chihuri"

L'eruzione vulcanica dal 1952 al 1953 fu una delle più imponenti attività mai registrate, con la ripetuta comparsa e scomparsa di un'isola, che ad un certo punto raggiunse oltre dieci metri sul livello del mare, prima di sprofondare dopo una potente esplosione vulcanica nel settembre 1953. Esattamente il 24 settembre 1953, un vascello di rilevamento, il No. 5 Kaiyo-Maru del Dipartimento idrografico dell'Agenzia di sicurezza marittima, fu distrutto dal vulcano, con la perdita dei 31 membri dell'equipaggio (inclusi i nove scienziati che studiavano l'eruzione). Di conseguenza il Dipartimento sviluppò il Manbou (pesce luna), una nave di rilevamento radiocomandata senza equipaggio, e lo utilizzò per ricerche in aree marine pericolose, come appunto i vulcani sottomarini.
Questa era la prima volta che l'attività vulcanica era stata rilevata usando il canale SOFAR.

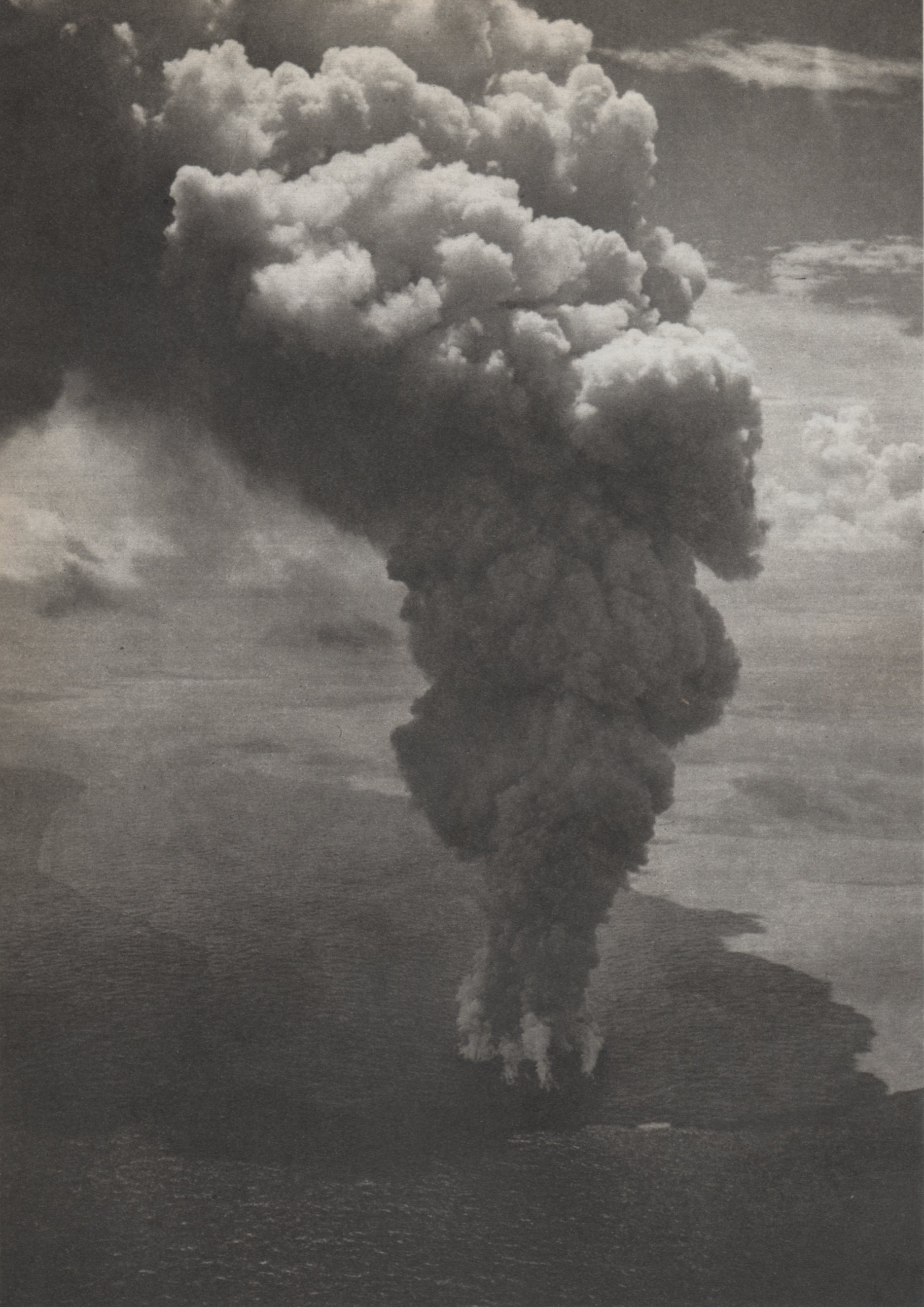
Myōjin-shō, 1952
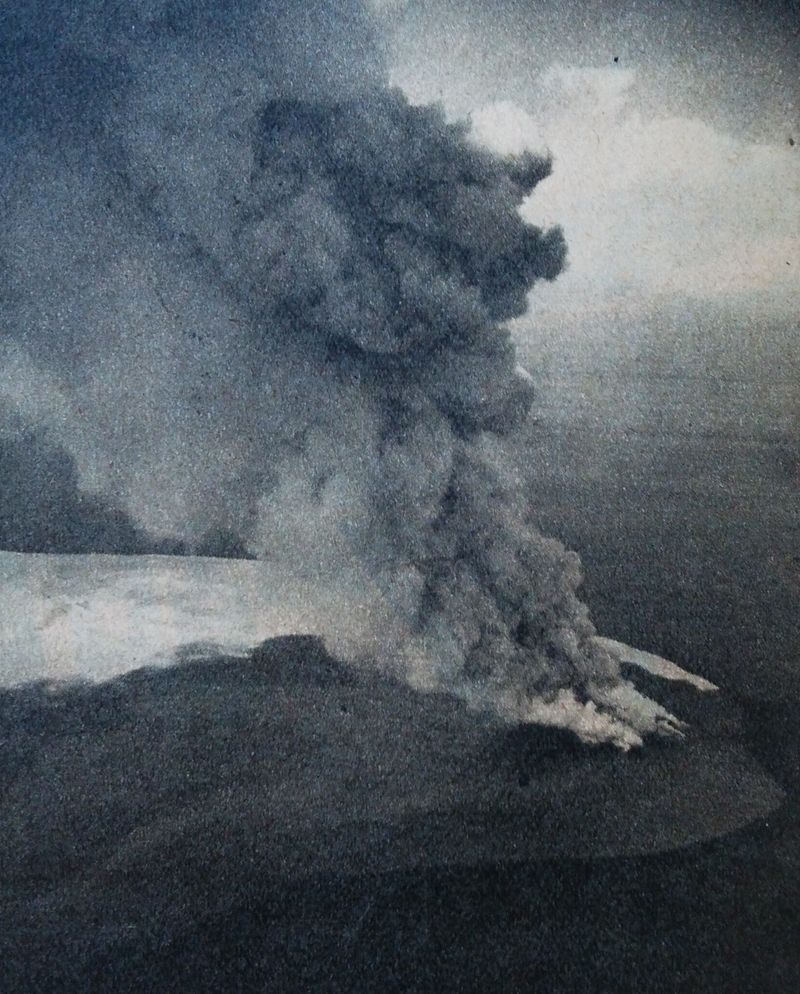
Myōjin-shō, 1952

## Rilevamento del 1998-9
Nel 1998 e nel 1999, il Dipartimento idrografico condusse rilevamenti completi dei fondali marini intorno al Myōjin-shō, usando il modernissimo vascello di rilevamento Shoyo ed il Manbou II, il Manbou di seconda generazione. Come risultato di queste rilevazioni, fu fatta per la prima volta una dettagliata riproduzione della topografia dei fondali marini intorno a Myōjin-Shō.
Il Manbou II condusse il rilevamento dell'area marina entro un raggio di 3 miglia nautiche (circa 5,4 chilometri) dal Myōjin-Shō. La Shoyo condusse il rilevamento dell'area marina entro un raggio di circa 10 miglia nautiche (circa 18,5 chilometri) ma ad una profondità maggiore di quella dell'area nel raggio di 3 miglia nautiche. Il Manbou II lavora in base agli ordini di istruzioni preprogrammate e misura profondità e temperatura dell'acqua. Il rilevamento batimetrico del Manbou II fu eseguito utilizzando l'ecoscandaglio "PRD-601" ad intervalli di 0,2 miglia nautiche (circa 370 metri). La Shoyo condusse un rilevamento completo che includeva i rilevamenti geologici e geofisici del fondale marino. Il rilevamento batimetrico della Shoyo, a sua volta, fu eseguito usando un ecoscandaglio "Seabeam 2112" ad intervalli di 0,5 miglia nautiche (circa 930 metri).

## Struttura
In precedenza, il Myōjin-shō era considerato il cono centrale di un vulcano doppio con le Bayonnaise Rocks (rocce di 9,9 metri di altezza sul livello del mare) come porzione del  somma (Mita, 1949). Come risultato del rilevamento, tuttavia, gli autori trovarono che sia il Myōjin-shō che le Bayonnaise Rocks sono coni sulla sommità di un vulcano doppio. Le pendici di questo vulcano doppio giacciono da 1.400 a 1.500 metri di profondità ed hanno una dimensione di circa 30 per 25 chilometri est-ovest, nord-sud. La sommità è quasi un cerchio del diametro di 7 per 9 chilometri e l'altezza è di 1.000 – 1.400 metri.
Il diametro del fondo della caldera è di 5,6 chilometri ed ha una profondità di circa 1.100 metri. Il cono centrale è un'altura un tempo nota come Takane-Sho, 328 metri sotto il livello del mare.
Il Myōjin-shō è un cono post-caldera formatosi nella parte nordorientale della sommità di un vulcano doppio. È l'unico cono di forma conica e l'altezza è di 550 metri con la profondità più bassa a 50 metri. Fu ottenuta una misurazione che suggeriva uno zampillo di bolle vicino alla cima e furono altresì osservati microterremoti vicino al Myōjin-shō, il che mostra che il vulcano è ancora attivo, sebbene ad un basso livello.